# Schloss Groß Schacksdorf

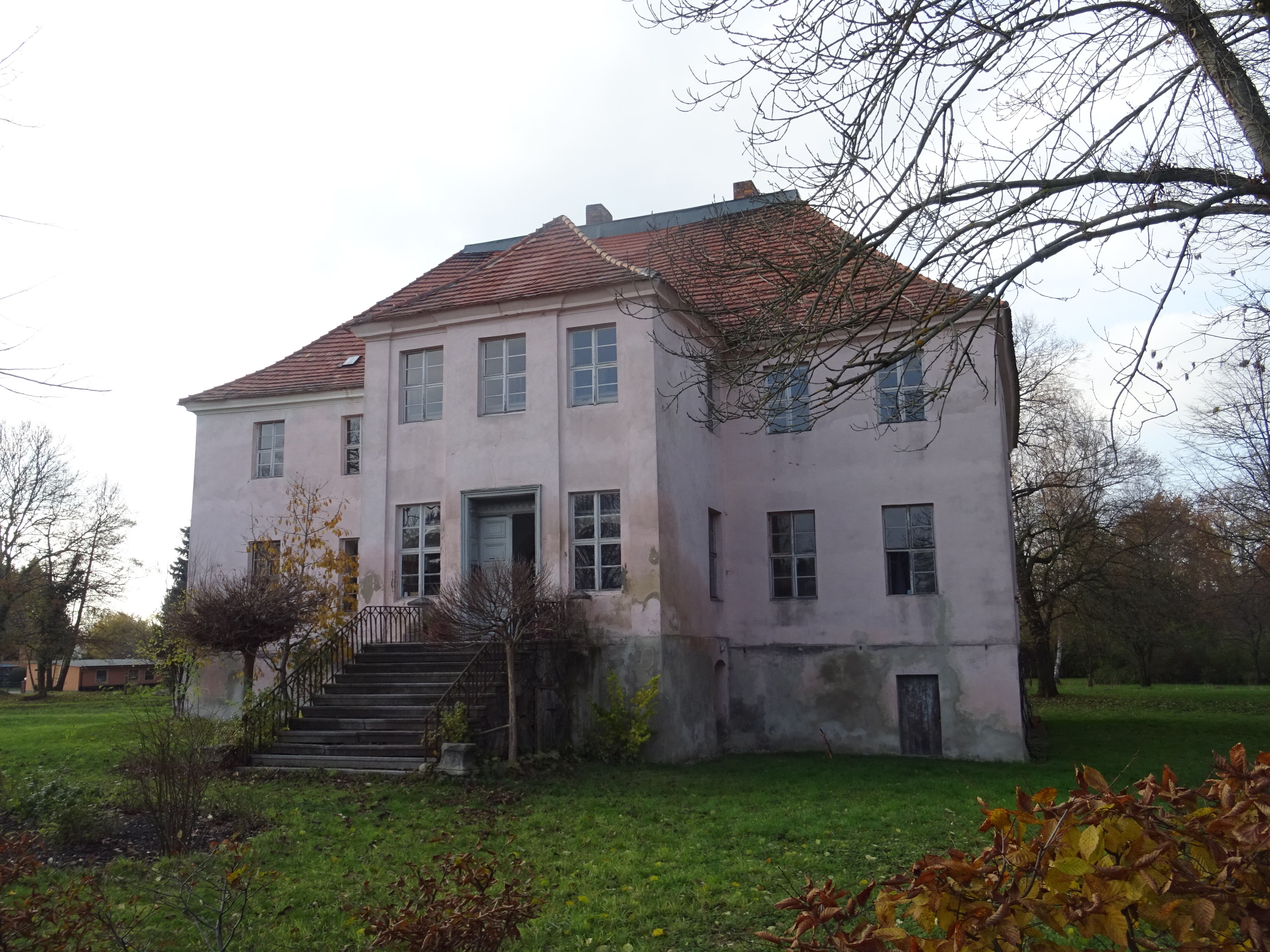
Schloss Groß Schacksdorf

Schloss Groß Schacksdorf ist eine denkmalgeschützte Schlossanlage im Ortsteil Groß Schacksdorf in der Gemeinde Groß Schacksdorf-Simmersdorf im südbrandenburgischen Landkreis Spree-Neiße. Die Gesamtanlage besteht aus einem Herrenhaus und einem ehemaligen Inspektorenhaus mit Nebengebäude. Umgeben ist das Bauensemble von einem ursprünglich barocken Garten, welcher später im Stil englischer Landschaftsgärten überformt wurde.

## Geschichte und Architektur
Ursprünglich befand sich am Standort des Schlosses Groß Schacksdorf eine im 13. beziehungsweise 14. Jahrhundert entstandene und mit einem Grabensystem umgebene Wehranlage. Um 1735 in drei Lehnsteile aufgeteilt, wurden diese in jenem Jahr durch Rahel Dorothea von Jasmund vereinigt. Mitte des 18. Jahrhunderts befand sich das Schloss im Besitz des sächsisch-polnischen Oberstleutnant der Kavallerie Karl Johann Erdmann von Thielau (1724–1778).
Beim Herrenhaus handelt sich um einen in der ersten Hälfte des 18. Jahrhunderts entstandenen und mit einem Walmdach versehenen zweigeschossigen Putzbau mit dreiachsigem Mittelrisalit. Rechterhand des Herrenhauses ist das sogenannte Inspektorenhaus zu finden. Der eingeschossige Ziegelbau ist um 1840 entstanden und mit einem Krüppelwalmdach versehen. Ein dazugehöriges mit einem Satteldach versehenes Stallgebäude entstand ebenfalls um 1840.
Das Schloss wurde bereits im Jahre 1937 unter Denkmalschutz gestellt. Nach dem Zweiten Weltkrieg diente das Herrenhaus zunächst Flüchtlingsfamilien als Heimstatt, später dann als Gemeindehaus mit Kinderkrippe, Konsum, Arzt- und Zahnarztpraxis und Sitz des Bürgermeisters. Stark sanierungsbedürftig kam das Schloss im Jahre 1998 in den Besitz einer Berliner Architektenfamilie, welche die historischen Anlagen seither schrittweise saniert und später auch das ehemalige Inspektorenhaus erwarb.
Das Schloss dient heute vor allem kulturellen Veranstaltungen wie Konzerten, Ausstellungen und Hochzeiten. Aber auch als Filmkulisse konnten die historischen Räumlichkeiten bereits genutzt werden.